# Dark Side (песня)
«Dark Side» (с англ. — «Тёмная сторона») — песня финской пост-хардкорной группы Blind Channel. Она представляла Финляндию на конкурсе песни «Евровидение-2021» в Роттердаме, победив на Uuden Musiikin Kilpailu 2021.

## Евровидение
Песня была выбрана для представления Финляндии на конкурсе «Евровидение-2021» после победы в музыкальном конкурсе Uuden Musiikin Kilpailu 2021, который был отборочным для финнов для участия в конкурсе песни «Евровидение». Жеребьёвка выступлений в полуфиналах осталась с результатов отменённого конкурса 2020 года. Финляндия выступила во второй половине второго полуфинала, который состоялся 20 мая 2021 года, под 14 номером. По итогам полуфинала Финляндия отобралась в финал, где выступила под номером 16.

## Чарты
| Чарт (2021)                         | Высшая позиция |
| ----------------------------------- | -------------- |
| Финляндия (Suomen virallinen lista) | 1              |